# Рибейро Гонсалвес, Жилберто
Жилберто Рибейро Гонсалвес (порт.-браз. Gilberto Ribeiro Gonçalves; род. 13 сентября 1980 в Андрадине), более известный как Жил — бразильский футболист, который провёл большую часть карьеры в «Коринтианс». Он также играл за сборную Бразилии.

## Карьера
Жил вырос в маленьком городке, Андарина, его талант проявился в очень раннем возрасте. Его заметили скауты «Коринтианс», когда ему было 15 лет, и вскоре он присоединился к молодёжному составу.
Его карьера в «Коринтианс» была относительно успешной, Жил забил 31 гол в 124 играх, достойный результат для флангового форварда. Его скорость, мастерство, техника, контроль мяча и способность обойти соперника позволили ему зарекомендовать себя в бразильской лиге, но после пяти лет с первой командой «Коринтианс» в 2005 году он был продан в «Токио Верди» из Японии.
Его карьера в Японии была неудачной. Жил не смог пробиться в основной состав и не играл в полную силу, что, в свою очередь, в 2006 году привело к его трансферу в бразильскую команду «Крузейро».
Он не демонстрировал свой лучший футбол во время игры за «Крузейро». Он забил лишь три гола в 14 матчах. Тем не менее, большинство матчей он начинал с первых минут и стал надёжным «диспетчером», отдавая голевые передачи форвардам.
Сезонное пребывание в Таррагоне было ещё одним неудачным трансфером Жила. Во время своего выступления за «Химнастик» он сыграл 19 матчей и не забил ни одного гола.
В 2007 году он вернулся в Бразилию, где играл несколько лет за «Интернасьонал», «Ботафого» и «Фламенго», затем завершил карьеру.
Жил играл за Бразилию на Кубке конфедераций 2003, его команда не вышла с группы, уступив по дополнительным показателям Турции.